# یواس‌اس پیتکین (ای‌کی-۲۰۴)
یواس‌اس پیتکین (ای‌کی-۲۰۴) (به انگلیسی: USS Pitkin (AK-204)) یک کشتی بود که طول آن 388' 8" بود. این کشتی در سال ۱۹۴۵ ساخته شد.